# Adolphe-Marie Hardy
Adolphe-Marie Gustave Hardy (* 23. Juli 1920 in Nantes; † 9. August 2011 in Aubagne, Provence-Alpes-Côte d’Azur) war ein französischer Geistlicher und römisch-katholischer Bischof von Beauvais. 

## Leben
Adolphe-Marie Hardy empfing am 31. März 1945 die Priesterweihe. Er war Pfarrer in Paris, Assistent von Erzbischof Jacques Ménager und Pfarrer in Reims sowie Nantes.
Papst Johannes Paul II. ernannte ihn am 13. April 1985 zum Bischof von Beauvais. Der Erzbischof von Paris, Jean-Marie Kardinal Lustiger, spendete ihm am 12. Mai desselben Jahres die Bischofsweihe in der Kathedrale von Beauvais; Mitkonsekratoren waren Jacques Ménager, Erzbischof von Reims, und Émile Marcus PSS, Bischof von Nantes. 
Am 13. Mai 1995 nahm Papst Johannes Paul II. seinen altersbedingten Rücktritt an.

## Schriften
- Dimensions personnelle et communautaire du sacrement de pénitence et de réconciliation, Association sacerdotale «Lumen gentium», 1977
- Synode 1989 du diocèse de Beauvais: les décrets synodaux. (Band 1) 1989 (Herausgeber)
- Synode 1989: documents annexes (Band 2) 1989 (Herausgeber)
- Aimer c’est pardonner. L’appel au mariage solide mystique et réaliste, Éd. du Lion de Juda 1990, ISBN 978-2905480668, zusammen mit Jacques Marin
- Tonton Ernest: le père Ernest Guilbaud : missionnaire du Sacré-Cœur d’Issoudun en Papousie, Nouvelle-Guinée, A. M. Hardy 1995
- Une spiritualité a partir du plus faible: le questionnement du Père Joseph Wresinski, Editions Quart monde 1996, ISBN 978-2904972713
- Milovat znamená odpouštět: pozvání k manželství pevnému, mystickému a realistickému, Cesta 1996, ISBN 978-8085319545, zusammen mit Jacques Marin, Stanislava Káňová
- La grâce d’un synode diocésain, Editions Beauchesne 1997, ISBN 978-2701012322
- Lieben heißt vergeben. Die christliche Ehe: gottverbunden, lebensnah, dauerhaft, Parvis-Verlag 2000, ISBN 978-3907525401, zusammen mit Jacques Marin, Doris Dunkmann
- Le Cep – Témoignage d’un Enracinement, Siloë 2005, ISBN 978-2842312800 (Biografie)